# 프레데리크 쇼팽 음악대학교

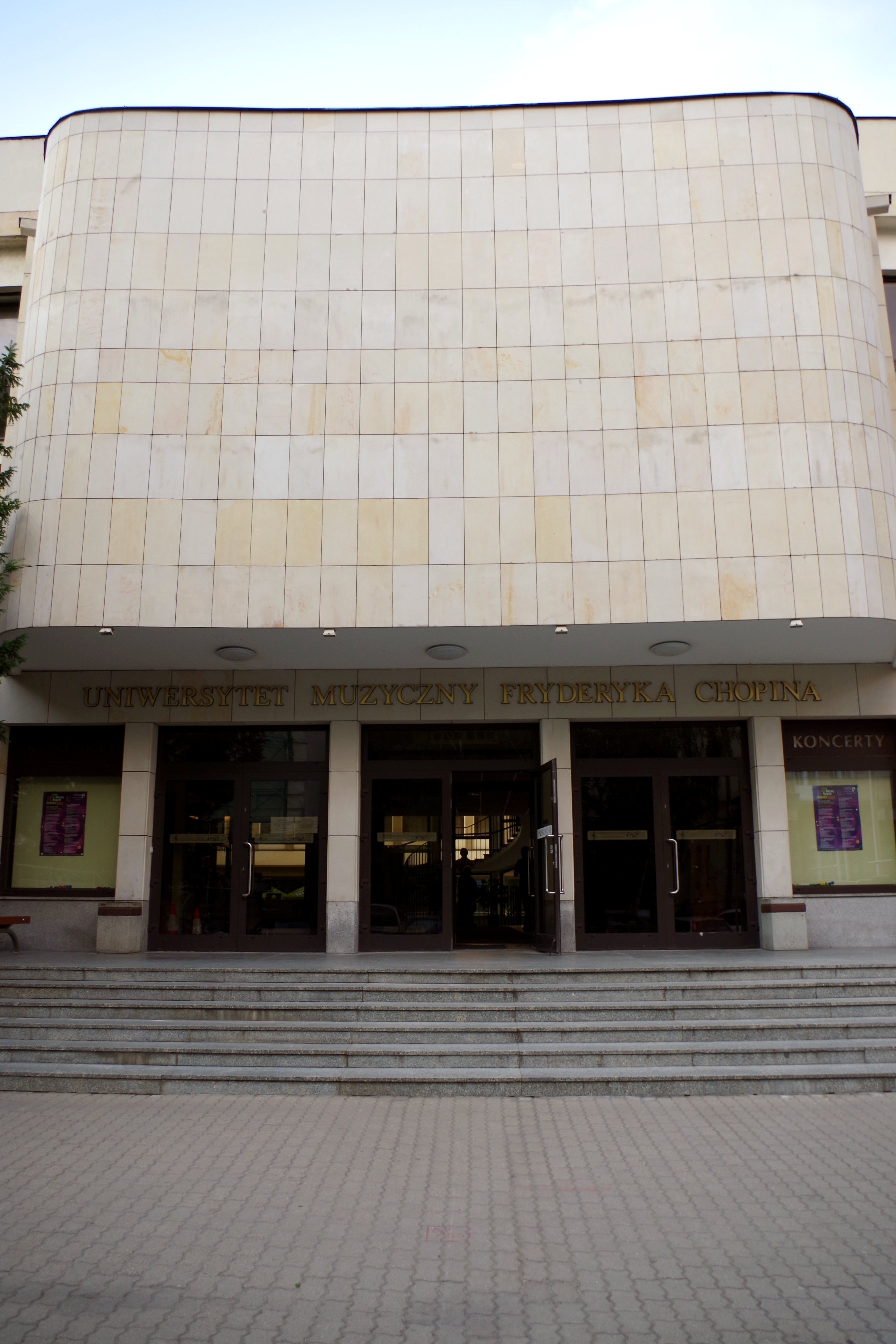

프레데리크 쇼팽 음악대학교(폴란드어: Uniwersytet Muzyczny Fryderyka Chopina)는 폴란드의 수도 바르샤바에 위치한 1810년에 설립된 국립 음악대학으로 폴란드에서 가장 오래되고 규모가 큰 음악 학교이자, 유럽에서 규모가 큰 음악 학교로 꼽힌다. 지휘, 작곡, 음악 이론, 기악, 성악, 재즈, 무용, 사운드 엔지니어링 등 예술 분야에서 학사, 석사 및 박사과정을 운영하며, 예비 과정과 전문연주자과정도 개설되어 있다.
1826년부터 1829년까지 프레데리크 쇼팽이 이 학교에서 공부하였고 이그나치 얀 파데레프스키, 비톨트 루토스와프스키, 카롤 시마노프스키, 그라지나 바체비치, 안제이 파누프니크, 미에치스와프 카르워비치, 완다 란도프스카 등 폴란드 음악을 대표하는 거장들 역시 모두 이 학교 출신이다.
크리스티안 지메르만, 크시슈토프 펜데레츠키, 아르보 패르트, 아르투르 루빈스타인, 플라시도 도밍고, 장피에르 랑팔, 나디아 불랑제, 얀 에키에르, 크리스타 루트비히, 호세 안토니오 아브레우 등이 폴란드 국립 쇼팽 음악 대학교에서 명예 박사 학위를 받았다.
2023년, QS 세계 대학 랭킹 공연 예술 부문에서 3년 연속 51~100위를 기록하였다. (QS 세계 대학 랭킹의 전공별 순위는 50위까지만 순위가 공개되고, 그 외의 학교에 대해서는 51위~100위 등의 범주로 공개한다.)
한국에서는 예전 이름인 바르샤바 음악원, 쇼팽 음악원으로 불렸으며, 현재는 폴란드 국립 쇼팽 음악 대학교라 불린다.

## 역사

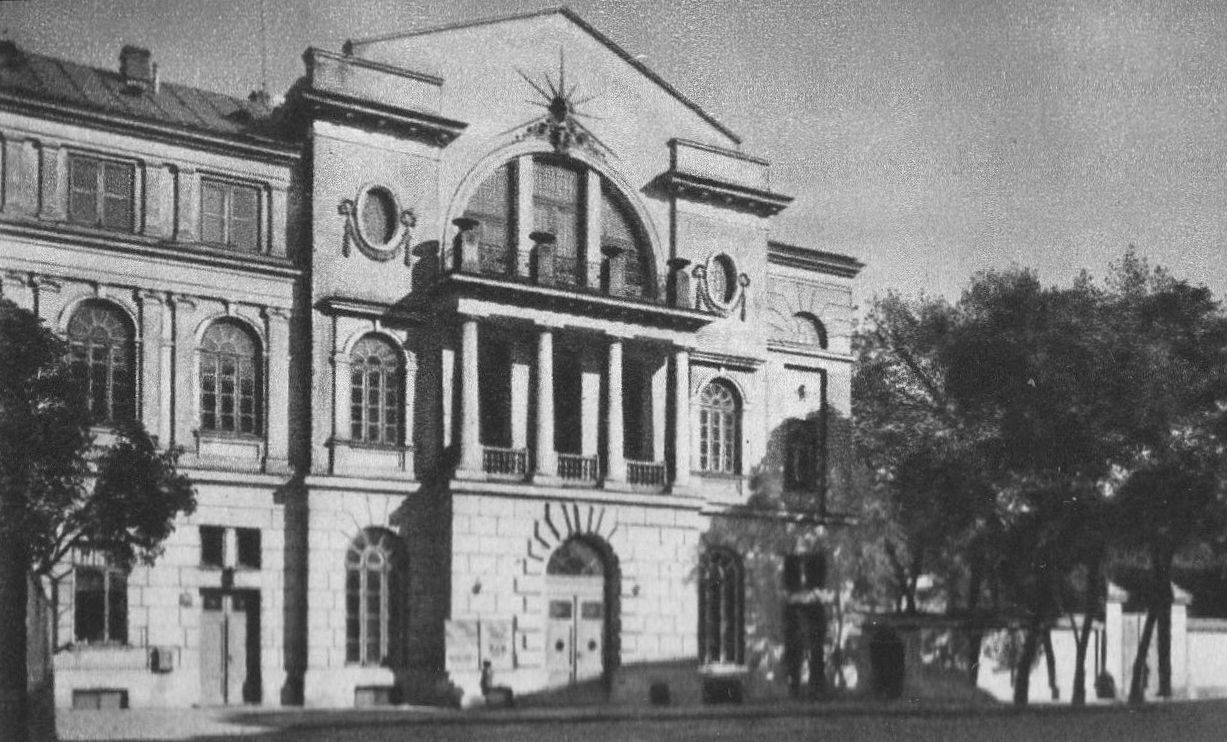
바르샤바 봉기로 파괴된 폴란드 국립 쇼팽 음악 대학교의 이전 모습

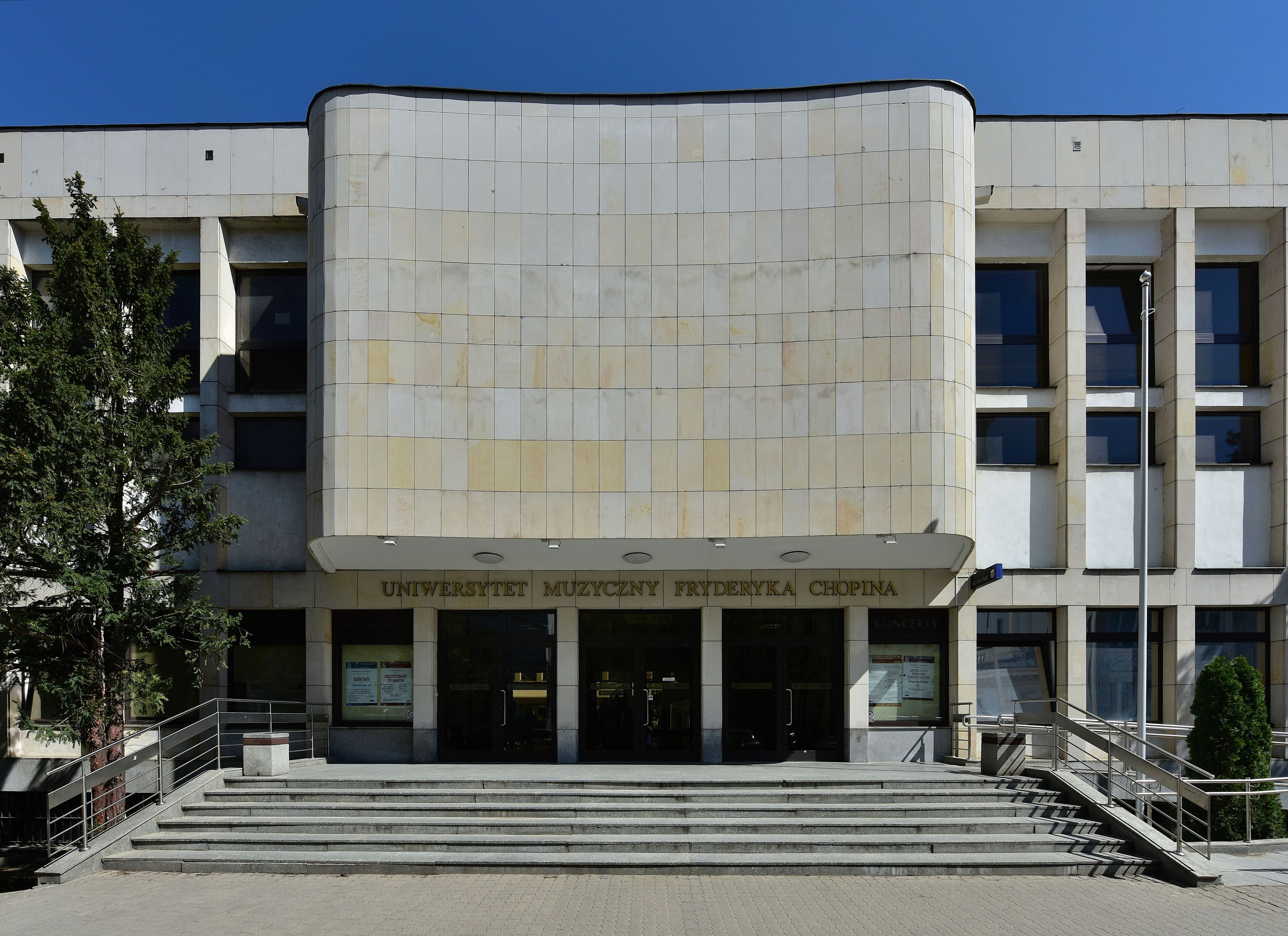
오늘날의 폴란드 국립 쇼팽 음악 대학교

프레데리크 쇼팽의 이름을 딴 이 대학교는 1810년에 보제크 보구스와프스키(Wojciech Bogusławski)에 의해 설립된 음악 학교에서 시작되었다. 1820년에 쇼팽의 교사인 요제프 엘스너(Józef Elsner)에 의해 더 일반적인 음악 학교의 모습을 갖추며 음악 및 연극 전문학교로 변모되었다. 그 후 바르샤바 대학교의 부속 음악원이 되었으나, 1830년 11월 민중 봉기 탄압으로 인해 러시아 제국에 의해 이 대학교는 해체되었다.
이후 이 대학교는 1861년에 바르샤바 음악원으로 재창설되었고, 1918년 폴란드가 독립을 되찾은 후에는 폴란드 정부에 인수되어 바르샤바 음악원(Warsaw Conservatory)으로 알려지게 되었다. 이 대학교는 제2차 세계대전 바르샤바 봉기 때 모든 건물이 파괴되었고, 전쟁이 끝난 이후 1946년에 고등 주립 음악 학교로 재설립되었다. 1979년에 학교는 프리데리크 쇼팽 음악원(Fryderyk Chopin Music Academy)이라는 이름을 갖게 되었고, 2008년에 학교는 대학교로 승격되어 교명을 프레데리크 쇼팽 음악 대학교로 변경했다.